# 이쓰쓰바시역
이쓰쓰바시역(일본어: 五橋駅, いつつばしえき)은 일본 미야기현 센다이시 아오바구 이쓰쓰바시 2초메에 있는 센다이 시 지하철 난보쿠 선의 역이다. 역 번호는 N 11이다. 본 문서에서는 과거에 존재한 센다이 시영 전차의 이쓰쓰바시 정류장에 대해서도 기술한다.

## 역 구조

### 센다이 시영 지하철
섬식 승강장 1면 2선의 지하역에서 대합실이 지하 1층, 승강장은 지하 2층에 위치한다. 센다이역 방면에 건늠선이 설치되어 있다. 아타고우에스기도리 도로 직하부에 있고 출입구는 기타 1~4와 시립 병원 (구) 부지 내(아라마치 방면 개찰구), 삼거리에서 교차하는 히가시니반초도리(국도 제286호선)에 미나미 1의 총 6개소 설치되어 있다.

### 타는 곳
| 1 | ■ 난보쿠 선 |  | 도미자와 방면           |  |
| 2 | ■ 난보쿠 선 |  | 센다이・이즈미추오 방면 |  |

### 센다이 시영 전차
상대식 승강장 2면 2선의 지상역에서, 역사 형식이 아닌, 히가시니반초도리와의 병용 궤도에 있었다.

## 이용 상황
- 2015년도
  - 1일 평균 승차 인원: 5,857명[1]

| 연도 | 1일 평균 승차 인원 |
| ---- | ------------------ |
| 2002 | 5,454              |
| 2003 | 5,457              |
| 2004 | 5,288              |
| 2005 | 5,424              |
| 2006 | 5,426              |
| 2007 | 5,428              |
| 2008 | 5,439              |
| 2009 | 5,380              |
| 2010 | 5,654              |
| 2011 | 5,647              |
| 2012 | 6,144              |
| 2013 | 6,360              |
| 2014 | 6,209              |
| 2015 | 5,857              |

## 역 주변
- 도호쿠 대학
- 아이리스 오야마, 아이리스 지토세 본사
- 센다이 주오 경찰서
- 센다이 주오 우체국
- 센다이 이쓰쓰바시 우체국
- 센다이 시 복지 플라자
- NTT 히가시니혼 미야기 지점
- 도호쿠 가쿠인 대학 츠치도이 캠퍼스
- 센다이 시립 이쓰쓰바시 중학교
- 센다이 시립 아라마치 초등학교
- 미야기 현 센다이 니하나 중・고등학교
- JR 센다이 병원
- 가호쿠 신보사
- 도호쿠 외어 관광 전문 학교 (구, 도호쿠 외국어 전문 학교)
- 아라마치 상점가
- 센다이 트러스트 시티
- 센다이 아오바 학원 단기 대학
- 가메이 미술관
- 센다이 시영 버스・미야기 교통 "이쓰쓰바시 역" 정류소

## 역사
- 1926년 11월 25일: 센다이 시영 전차 나가마치 선 일부 개통(주오 3초메 정류장 ~ 아라마치 일본 적십자사 병원 앞 정류장)으로 이쓰쓰바시 정류장 개업.
- 1976년 4월 1일: 센다이 시영 전차 폐선으로 이쓰쓰바시 정류장 폐지.
- 1987년 7월 15일: 센다이 시 지하철 난보쿠 선 개통으로, 이쓰쓰바시 역 영업 개시.
- 2009년 11월 28일: 스크린도어 사용 개시.
- 2014년
  - 11월 1일: 센다이 시립 병원 이전에 따라, "시립 병원 방면 출입구"의 명칭을 "아라마치 방면 출입구"로 변경되면서 부역명은 나가마치 1초메 역에 옮겨짐.
  - 12월 6일: 이쿠스카 도입[2].

## 인접역
| 센다이 시 지하철 ■ 난보쿠 선 | 센다이 시 지하철 ■ 난보쿠 선 | 센다이 시 지하철 ■ 난보쿠 선  |
| ---------------------------- | ---------------------------- | ----------------------------- |
| N 10 센다이 이즈미추오 방면  |                              | 아타고바시 N 12 도미자와 방면 |